# محمد علي بليغ

## التعليم والشهادات
- حاصل على دكتوراه في أمراض العيون، ويعمل حاليًا أستاذًا للرمد في معهد بحوث أمراض العيون في الجيزة، واستشاريًّا في مستشفى المقاولون العرب، ومستشفى رمد الأزهر.
- شارك في عدد كبير من المؤتمرات الدولية في لبنان وتونس وإسبانيا وفرنسا، بالإضافة لعدد من المؤتمرات العلمية التي أقيمت في مصر.
- سافر في دورات تدريبية ومهمات علمية بمستشفى «مورفيلد» في لندن ومعهد الرمد بـ«ألكانتي» في إسبانيا، ومركز «تومي» في أرلينجتون بألمانيا.

## الأبناء
لديه ثلاثة من الأبناء وهم:
- أحمد بكالوريوس طب أسنان
- فاطمة بكالوريوس فنون جميلة
- رقية بالصف الثالث الثانوي.

## التكريم
- تم اختياره طبيبًا مثاليًا على مستوى محافظة الجيزة عام 1991.
- تم اختياره كطبيب مثالي وكُرِّم من النقابة العامة للأطباء عام 1999.
- رُشح في انتخابات نقابة الأطباء قبل عدة سنوات.
- كان عضوًا بمجلس نقابة أطباء الجيزة.
- رُشح قبل الاعتقال مباشرة لمنصب نائب رئيس معهد بحوث أمراض العيون (درجة نائب رئيس جامعة).
- تم تكريمه خلال احتفال النقابة العامة للأطباء في مارس 2008 بيوم الطبيب المصري، والذي تمَّ فيه تكريم العديد من الشخصيات النقابية والطبية والإعلامية والعامة من بينهم لاعب كرة القدم المصري محمد أبو تريكة وقد وتسلَّم درع التكريم نيابةً عنه ابنه أحمد الطالب بكلية طب الأسنان نظرا لاعتقاله.

## اعتقاله
- تعرض لمحاولة اعتقال سابقة منذ 4 سنوات، ولكنه نجا منها قدرًا نتيجة أنه كان في عمرة وقتها، حتى تم اعتقاله ضمن مجموعة رجال الأعمال الأخيرة، وتم إحالته إلى المحاكمة العسكرية.
- في ديسمبر 2006 أحال الرئيس حسني مبارك بصفته الحاكم العسكري للبلاد د. محمد بليغ ضمن 40 من قيادات جماعة الإخوان المسلمين ورجال أعمال إلى المحاكمة العسكرية الاستثنائية، حيث أوضح مكتب الحاكم العسكري برئاسة الحكومة المصرية في بيان صحافي "أنه تمت إحالة المتهمين إلى القضاء العسكري لاتهامهم بقيادة جماعة محظورة تعمل على قلب نظام الحكم، وتعطيل العمل بالدستور وغسيل الأموال. تم الإحالة بعد حصول الإخوان علي 3 أحكام بالبرأة من المحاكم المدنية ولكن تم تحويلهم للمحاكم العسكرية الاستثنائية لمعاقبتهم سياسيا
- استمرت المحاكمة لأكثر من 70 جلسة سرية منع عنها الإعلام تماماً بدأت في 26 أبريل 2007 وانتهت بصدور الحكم في جلسة 15 أبريل 2008 بعد أن تأجل النطق بالحكم لثلاث مرات وقد حصل علي البراءة مع 14 شخص أخرى ن مثل د.خالد عودة ود. محمد حافظ